# لينتيرا تيمور
لينتيرا تيمور (Lentera Timur) هو ألبوم إستوديو الرابع عشر لسيتي نورهاليزا.

## قائمة الأغاني
1. Di Kayangan Kita (في جنتنا)
2. Bintang Malam (نجمة الليل)
3. Cinta Ini (هذا الحب)
4. Ada Masa Mata (هناك وقت العين)
5. Bulan Yang Mesra (القمر الصديق / الشهر الودي)
6. Seloka Budi (سيلوكا بودي)
7. Rasa Antara Kita (يشعر بيننا / الشعور بيننا)
8. Senyum Minang Manis (ابتسامة مينانغ الحلوة / ابتسامة مينانج الحلوة)
9. Joget Menanti Kasih (الرقص في انتظار الحب)
10. Jelmakanlah Ayumu (ايومو المتجسد)
11. Di Taman Teman (في حديقة الأصدقاء)